# Wilhelm Lange-Eichbaum
Wilhelm Lange-Eichbaum (* 28. April 1875 in Hamburg; † 4. September 1949 ebenda) war ein deutscher Psychiater, der als Anstaltsarzt in Berlin, Tübingen und Hamburg wirkte. In seiner wissenschaftlichen Arbeit widmete er sich dem Genie-Problem und unternahm dabei als erster soziologische und sozialpsychologische Erklärungsansätze.

## Das Genie-Problem
Nach Lange-Eichbaum ist Genie keine biologische Größe wie etwa Talent, sondern eine soziologische. Es sei ein Phänomen der Beziehung, der Wertung und Geltung, eine „mythische Genussgröße“, die nach Zeitgeist und Moden schwanken könne und somit „Ruhmkurven“ aufweisen könne. In Zurückweisung früherer Genie-Theorien wie etwa der von Cesare Lombroso bestreitet Lange-Eichbaum einen zwingenden Zusammenhang von genialer Leistung und Psychose (Genie und Wahnsinn).

## Rezeption
Die pathographischen Werke von Wilhelm Lange-Eichbaum hat der Soziologe und Ethnologe Wilhelm Emil Mühlmann in einem Lexikon-Eintrag wie folgt beschrieben. Lange-Eichbaums Perspektive sei eine „ausgesprochen soziologische und sozialpsychologische.“ Die „psychopathologischen Züge sowie Lebens- und Leidensschicksale“ vieler berühmter schöpferischer Persönlichkeiten seien in erster Linie „von einer verehrenden Gemeinde“ als eine Art quasi-göttliche Qualität mit Genie-Vorstellungen vermengt worden. Die psychopathologischen Züge seien jedoch real und damit objektiver Gegenstand der Soziologie schöpferischer Leistung. Die Werke Lange-Eichbaums seien bestechend durch die „Fülle des Materials, Breite und Tiefe der Bildung, Realistik des Zugriffs, blendenden Stil und psychologisch-künstlerisches Einfühlungsvermögen“.
Thomas Anz rezensierte 1987 die ersten drei Bände der 7., von Wolfgang Ritter völlig neubearbeiteten Auflage. Diese „Neuerfassung der Genialität“ (Ritter) gehe vom soziologischen Bezug weitgehend ab und entspreche in der Textform mehr einem biographischen Lexikon, auch werde in der Arbeitsweise eines Psychiaters das Leben und die Krankheiten der Eltern, Geschwister und Kinder neben den Charakteristika und Krankheiten des Genialen beschrieben. „Die endgültige Auswertung des psychopathologischen Materials wird erst der letzte Band bringen.“

## Schriften (Auswahl)
- Genie, Irrsinn und Ruhm. Ernst Reinhardt, München 1928 (Digitalisat) (mehrfach wieder aufgelegt, zuletzt 1986–1996). In 11 Bänden:
  - Band 1: Die Lehre vom Genie
  - Band 2: Die Komponisten
  - Band 3: Die Maler und Bildhauer
  - Band 4 und 5: Die Dichter und Schriftsteller
  - Band 6: Die religiösen Führer
  - Band 7: Die Philosophen und Denker
  - Band 8: Die Politiker und Feldherren
  - Band 9: Die Wissenschaftler und Forscher
  - Band 10: Die Erfinder und Entdecker
  - Band 11: Die Revolutionäre und Sozialreformer
- Genie, Irrsinn und Ruhm. Genie-Mythus und Pathographie des Genies. 6., völlig umgearbeitete, um weitere 800 Quellen vermehrte, Auflage (Reprint). Hrsg. von Wolfram Kurth. München/Basel 1967 (auch 1979).
- The Problem of genius. Paul/Trench/Trubner, London 1931 (übersetzt von E. und C. Paul).
- Das Genie-Problem: Eine Einführung. Ernst Reinhardt, München 1931.
- Nietzsche: Krankheit und Wirkung. Lettenbauer, Hamburg 1946.